# 2 maart
2 maart is de 61ste dag van het jaar (62ste dag in een schrikkeljaar) in de gregoriaanse kalender. Hierna volgen nog 304 dagen tot het einde van het jaar.

## Gebeurtenissen
- Algemeen
  - 1856 - De vulkaan Awu op het Indonesische eiland Sangir barst uit en maakt 2.806 slachtoffers. De vulkaan blijft tot half maart as spugen.
  - 1933 - King Kong gaat in New York in première.
  - 1998 - Natascha Kampusch wordt op 10-jarige leeftijd ontvoerd door Wolfgang Přiklopil.
  - 2004 - Bij een zelfmoordaanslag tijdens een sjiitisch bijeenkomst in Quetta in Pakistan vallen 44 doden.
  - 2005 - Noord-Nederland wordt getroffen door zware sneeuwval. In Drenthe, Groningen en de kop van Noord-Holland valt meer dan 20 centimeter sneeuw, in Friesland tot meer dan 50 centimeter.

- Economie
  - 1990 - Voor het eerst in zes jaar heeft Japan een tekort op zijn betalingsbalans: 636 miljoen dollar.

- Muziek
  - 2024 - De Britse zangeres Raye wint op de Brit Awards het recordaantal van zes prijzen. Tot nu toe was het record in handen van Harry Styles, Adele en de groep Blur die elk goed waren voor vier prijzen.[1][2]

- Oorlog
  - 2024 - Door een Russische droneaanval op een flatgebouw in de Oekraïense stad Odesa komen zeker acht mensen om en raken meerdere mensen gewond.[3]

- Politiek
  - 1796 - Napoleon Bonaparte wordt benoemd tot opperbevelhebber van het Franse leger in Italië.
  - 1917 - Gedwongen aftreden van tsaar Nicolaas II van Rusland.
  - 1935 - Koning Rama VII van Thailand treedt af ten gunste van zijn neef Rama VIII.
  - 1946 - De communistische leider Hồ Chí Minh roept zichzelf uit tot president van Noord-Vietnam.
  - 1956 - Marokko wordt onafhankelijk.
  - 1990 - In de Roemeense stad Timișoara verschijnen 22 leden van de Securitate voor een militaire rechtbank.
  - 1990 - In Lusaka wordt Nelson Mandela verkozen tot vicevoorzitter van het Afrikaans Nationaal Congres.
  - 1991 - De Kroatische politie bestormt de voornamelijk door Serviërs bewoonde stad Pakrac nadat deze had besloten zich aan te sluiten bij de door Serviërs gedomineerde regio Krajina in Kroatië.
  - 2000 - De Britse minister Jack Straw beslist dat de Chileense ex-dictator Augusto Pinochet niet kan worden uitgeleverd aan Spanje.

- Religie
  - 1939 - Kardinaal Eugenio Pacelli wordt op zijn 63ste verjaardag gekozen tot Paus Pius XII.
  - 1968 - De staat Florida in de Verenigde Staten wordt een zelfstandige rooms-katholieke kerkprovincie met het Aartsbisdom Miami, het Bisdom Saint Augustine en de nieuwe bisdommen Orlando en Saint Petersburg.

- Sport
  - 1906 - Oprichting van de Spaanse voetbalclub Deportivo La Coruña.
  - 1934 - Peter Fick verbetert in New Haven het wereldrecord op de 100 meter vrije slag tot 56,8. Het oude record (57,4) stond sinds 17 februari 1924 op naam van zijn Amerikaanse landgenoot en collega-zwemmer Johnny Weissmuller.
  - 1962 - Wilt Chamberlain behaalt het record van de meeste punten gescoord in één wedstrijd in de NBA met een aantal van 100 punten voor de Philadelphia Warriors tegen de New York Knicks
  - 1970 - Oprichting van de Venezolaanse voetbalclub Portuguesa Fútbol Club.
  - 2007 - Tijdens de EK indooratletiek in Birmingham wint de Nederlander Gregory Sedoc de gouden medaille op de 60 meter horden, één honderdste seconde vóór zijn landgenoot Marcel van der Westen.
  - 2024 - De Belg Alexander Doom wordt wereldkampioen op de 400 meter op het WK atletiek indoor in Glasgow. De Noor Karsten Warholm en de Jamaicaan Rusheen McDonald worden tweede en derde.[4] Bij de vrouwen wordt de Nederlandse atlete Femke Bol wereldkampioene in die discipline met een wereldrecordtijd van 49,17 s. Haar landgenote Lieke Klaver en de Amerikaanse Alexis Holmes behalen zilver en brons.[5]

- Wetenschap en technologie

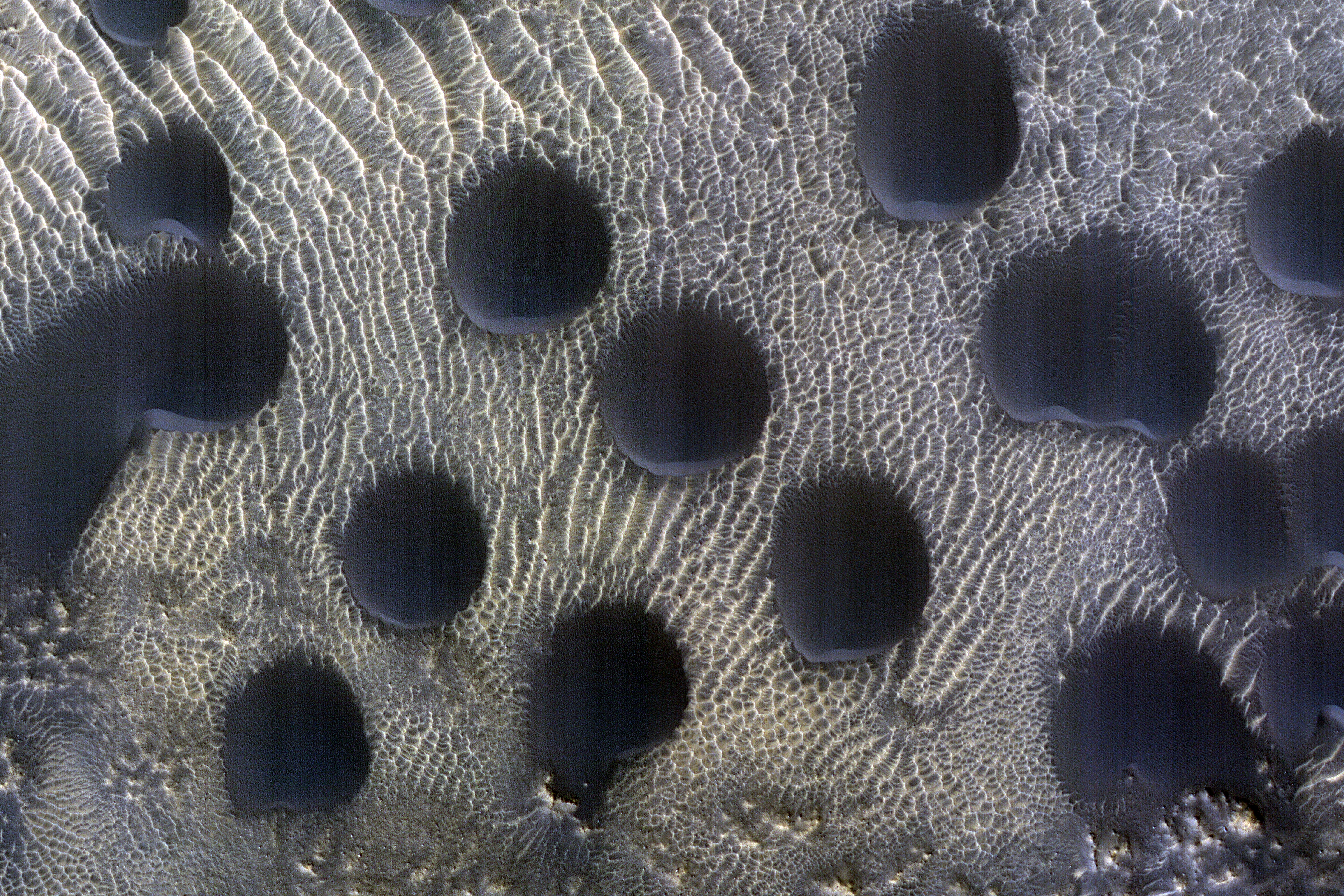
Vrijwel cirkelvormige duinen op de planeet Mars

- - 1818 - Ontdekking van de grafkamer van de piramide van Chefren door Giovanni Battista Belzoni.
  - 1908 - Eerste driechromatische foto's van Gabriel Jonas Lippmann.
  - 1949 - Kapitein James Gallagher voltooide de eerste non-stop vlucht rond de aarde.
  - 1966 - In het Academisch ziekenhuis van Leiden vindt de eerste niertransplantatie plaats.
  - 1969 - De supersonische Concorde maakt haar eerste vlucht.
  - 1978 - De Tsjech Vladimir Remek is de eerste niet-Russische en niet-Amerikaanse ruimtevaarder.
  - 1983 - Philips en Sony presenteren een nieuw digitale informatiedrager: de compact disc.
  - 2004 - Met een Ariane 5 raket vanaf de lanceerbasis in Kourou (Frans-Guyana) lanceert het Europees Ruimteagentschap ESA het Rosetta ruimtevaartuig dat onderzoek moet gaan doen aan komeet 67P/Tsjoerjoemov-Gerasimenko.[6]
  - 2016 - Landing van de ruimtevaarders Scott Kelly, Michail Kornijenko en Sergej Volkov in Kazachstan. Hiermee is een einde gekomen aan de 340 dagen durende 'One Year' missie van Kelly en Kornijenko.[7]
  - 2017 - In een publicatie in het wetenschappelijk tijdschrift Science melden wetenschappers van de Universiteit van Cambridge dat het is gelukt om met behulp van 2 types stamcellen van een muis een kunstmatig embryo te maken.[8][9]
  - 2023 - Lancering van een Falcon 9 raket van SpaceX vanaf Kennedy Space Center Lanceercomplex 39 voor de Crew-6 missie naar het ISS met de NASA astronauten Stephen Bowen en Warren Hoburg, MBRSC astronaut Sultan Al Neyadi en Roskosmos kosmonaut Andrey Fedyaev.[10]
  - 2023 - NASA en de University of Arizona maken bekend dat de HiRISE camera aan boord van de Mars Reconnaissance Orbiter op 22 november 2022 foto's heeft gemaakt van vrijwel cirkelvormige duinen op de planeet Mars. Dat duinen deze vorm hebben is ongebruikelijk.[11]

## Geboren

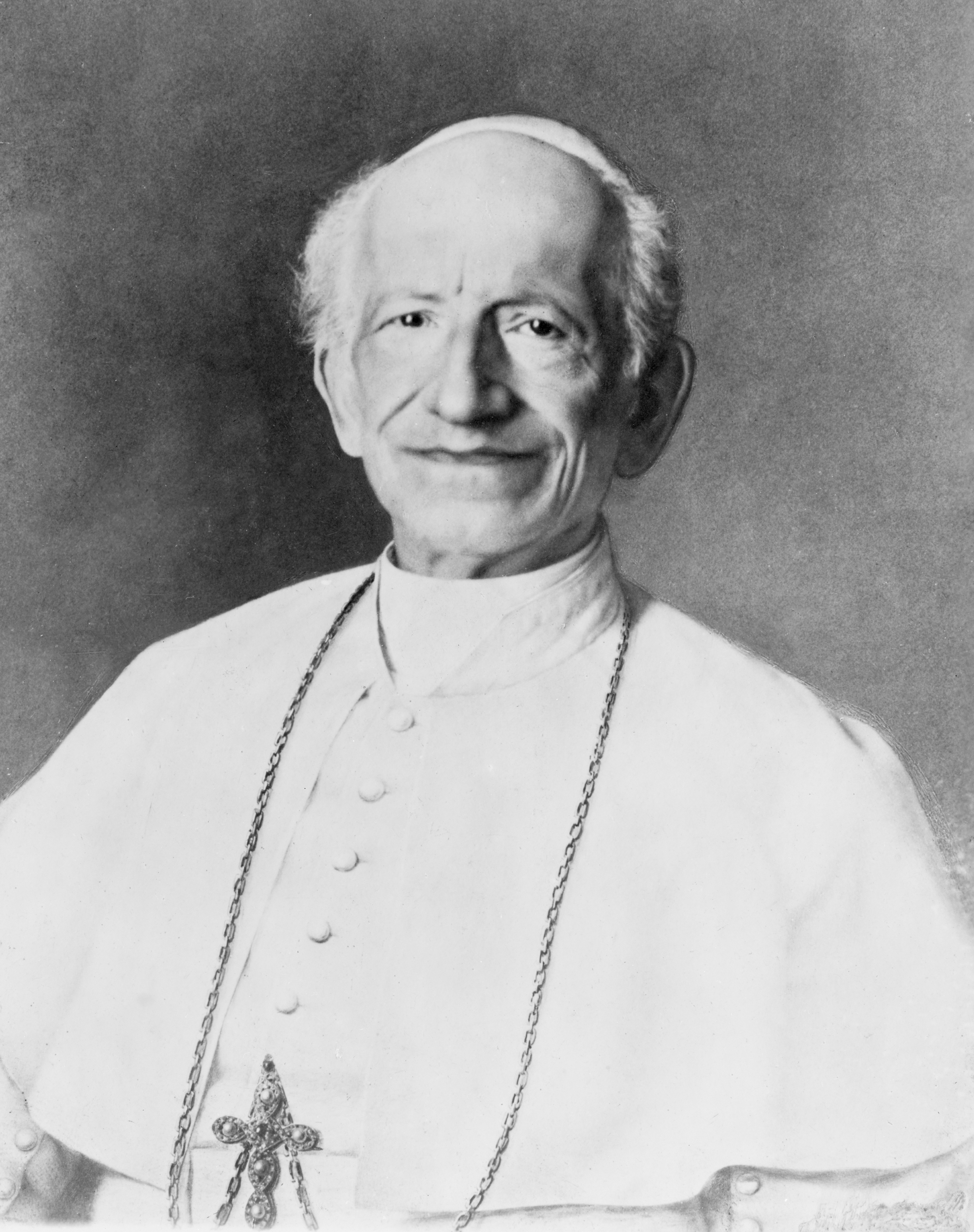
Paus Leo XIII,
geboren in 1810

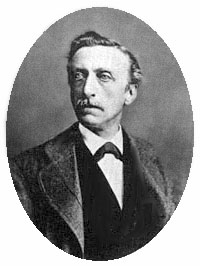
Multatuli,
geboren in 1820

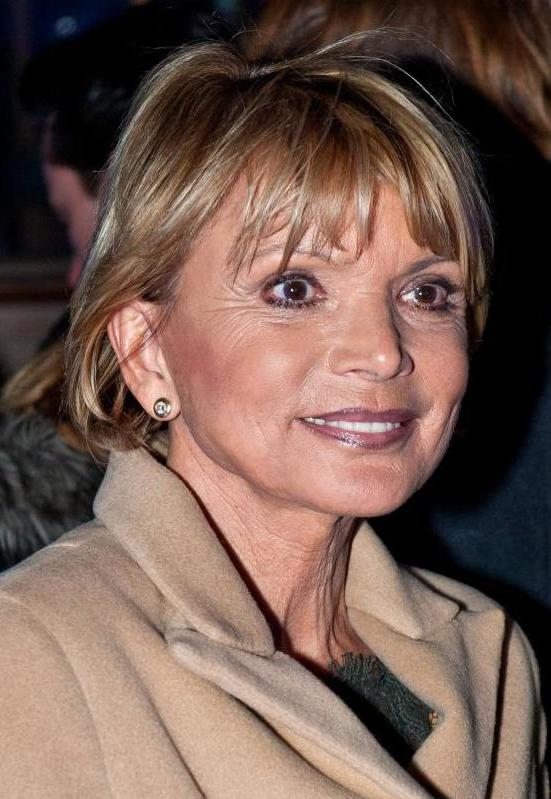
Uschi Glas,
geboren in 1944

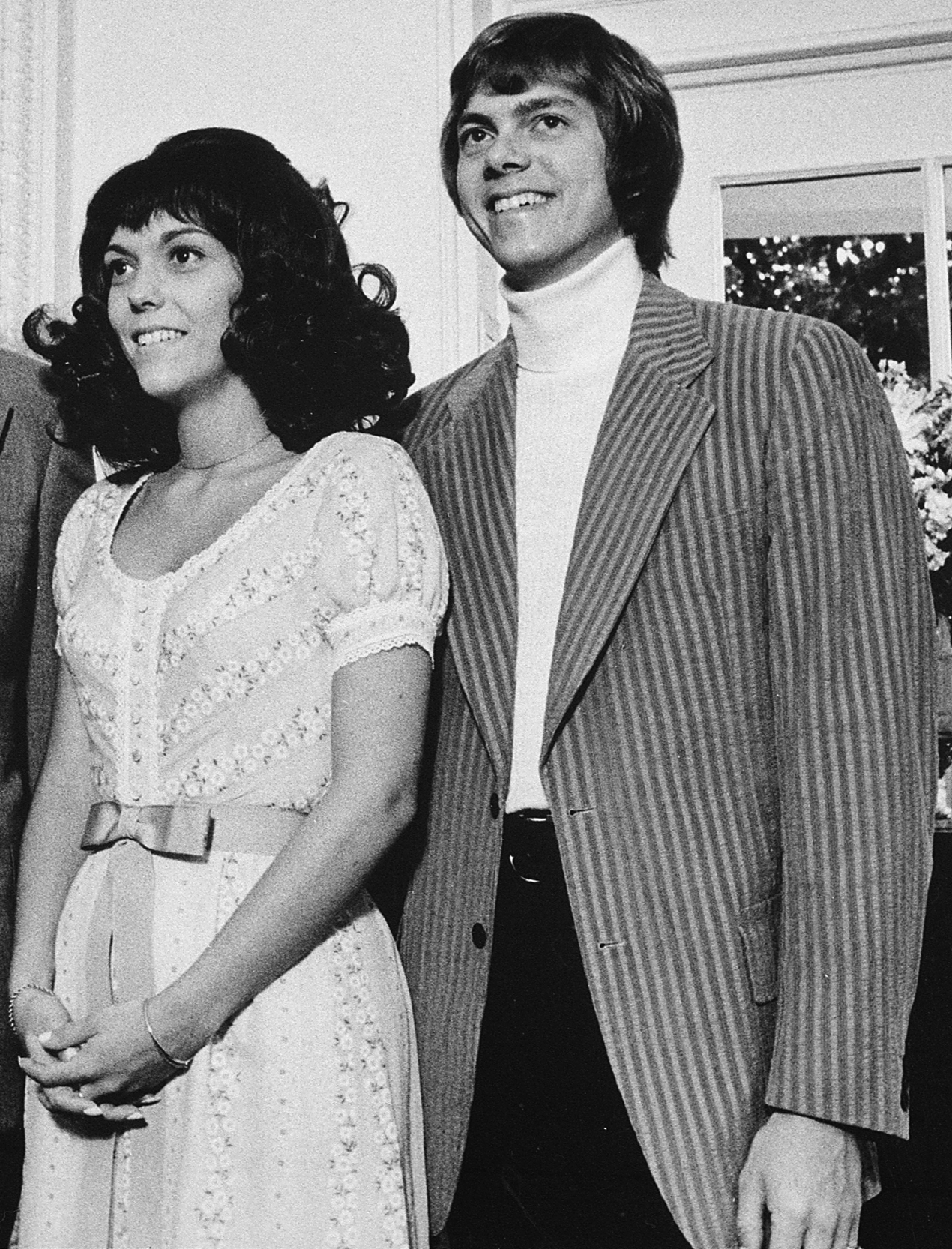
Karen Carpenter (links),
geboren in 1950

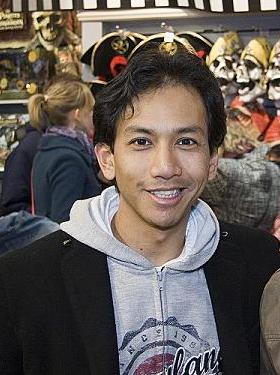
Wibi Soerjadi,
geboren in 1970

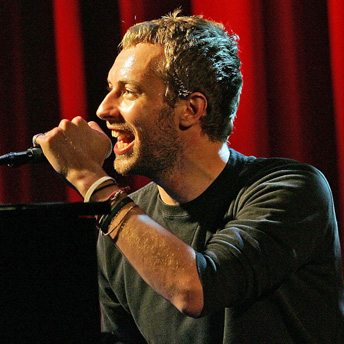
Chris Martin,
geboren in 1977

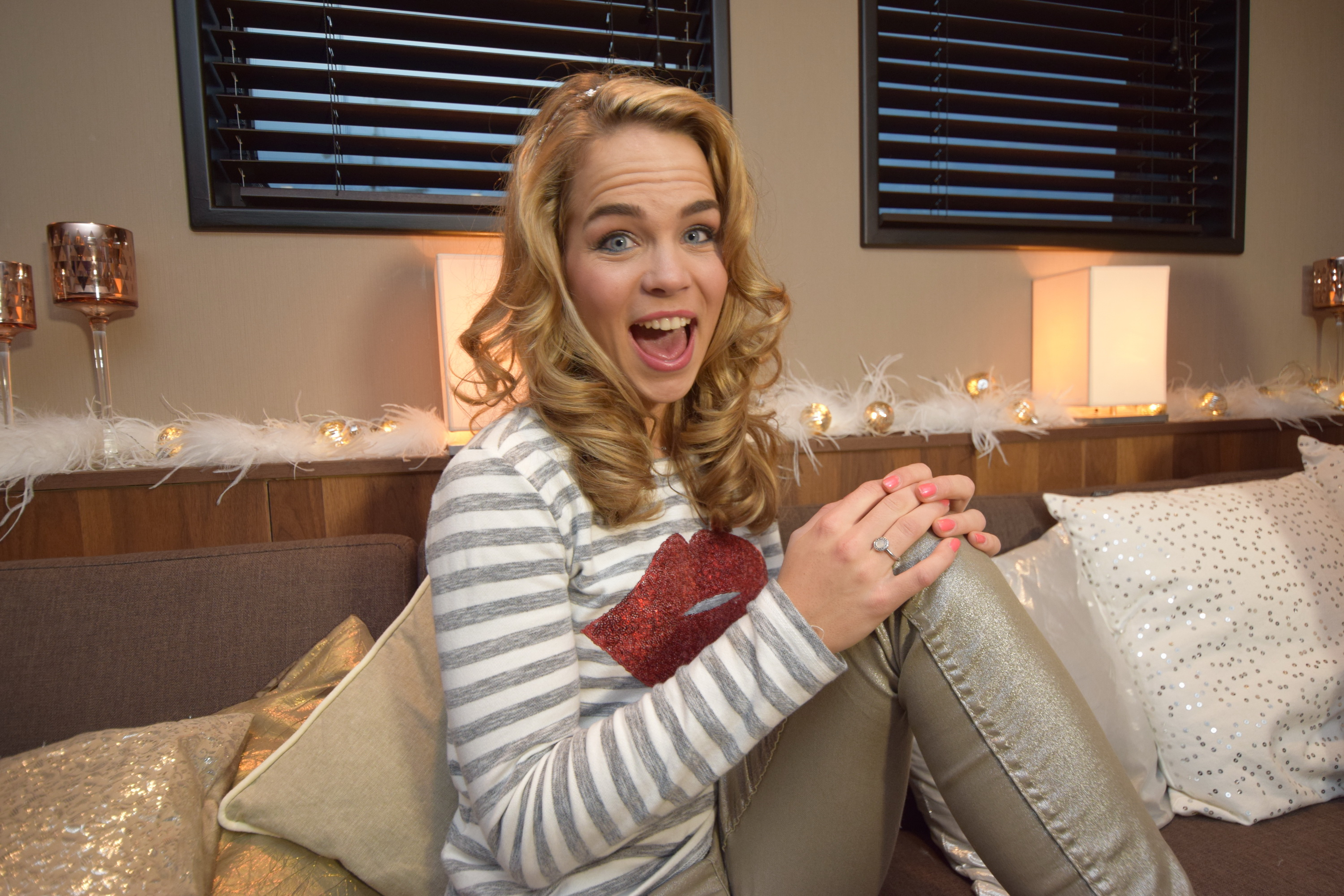
Klaasje Meijer,
geboren in 1995

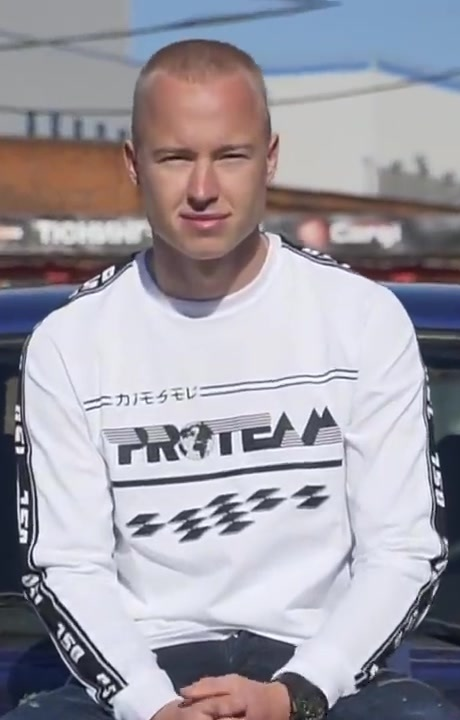
Nikita Mazepin,
geboren in 1999

- 1459 - Adriaan Boeyens, de latere Paus Adrianus VI (overleden 1523)
- 1770 - Louis Gabriel Suchet, vanaf 1813 hertog van Albufera (overleden 1826)
- 1810 - Vincenzo Pecci, de latere Paus Leo XIII (overleden 1903)
- 1819 - Samuel Brannan, Amerikaans ondernemer en journalist (overleden 1889)
- 1820 - Multatuli, Nederlands schrijver (overleden 1887)
- 1824 - Bedřich Smetana, Oostenrijks componist (overleden 1884)
- 1847 - Cayetano Arellano, Filipijns rechter (overleden 1920)
- 1873 - Alphons Schynkel, Belgisch beiaardier en componist (overleden 1953)
- 1874 - Carl Schlechter, Oostenrijks schaker (overleden 1918)
- 1876 - Eugenio Pacelli, de latere Paus Pius XII (overleden 1958)
- 1884 - Léon Jongen, Belgisch componist en organist (overleden 1969)
- 1886 - Leo Geyr von Schweppenburg, Duits generaal (overleden 1974)
- 1891 - Tomas Confesor, Filipijns politicus (overleden 1951)
- 1892 - Mea Verwey, Nederlands uitgeefster en letterkundige (overleden 1978)
- 1886 - Vittorio Pozzo, Italiaans voetballer en voetbalcoach (overleden 1968)
- 1890 - Oscar Egg, Zwitsers wielrenner (overleden 1961)
- 1896 - Jan de Vries, Nederlands atleet (overleden 1939)
- 1898 - Leonard Roggeveen, Nederlands onderwijzer, kinderboekenschrijver en -illustrator (overleden 1959)
- 1898 - Paul de Waart, Nederlands journalist (overleden 1970)
- 1900 - Kurt Weill, Duits-Amerikaans componist (overleden 1950)
- 1902 - Willem Santema, Nederlands verzetsstrijder (overleden 1944)
- 1906 - Jan Ankerman, Nederlands hockeyer (overleden 1942)
- 1911 - Martim Mércio da Silveira (Martim Silveira), Braziliaans voetballer (overleden 1972)
- 1912 - Ace Adams, Amerikaans honkballer (overleden 2006)
- 1913 - Godfried Bomans, Nederlands schrijver (overleden 1971)
- 1913 - Duke Nalon, Amerikaans autocoureur (overleden 2001)
- 1916 - Anne Vondeling, Nederlands politicus (overleden 1979)
- 1918 - Gonne Donker, Nederlands langebaanschaatsenrijdster (overleden 2005)
- 1918 - Jean Mesritz, Nederlands verzetsstrijder (overleden 1945)
- 1919 - Jennifer Jones, Amerikaans actrice (overleden 2009)
- 1920 - Roger Desmet, Belgisch wielrenner (overleden 1987)
- 1921 - Siert Bruins, Nederlands-Duits oorlogsmisdadiger (overleden 2015)
- 1921 - Kazimierz Górski, Pools voetballer en voetbalcoach (overleden 2006)
- 1922 - Li Jun, Chinees filmregisseur (overleden 2013)
- 1924 - Rik Jansseune, Belgisch illustrator (overleden 1991)
- 1924 - Co Westerik, Nederlands schilder (overleden 2018)
- 1925 - Robert Hanell, Tsjechisch dirigent (overleden 2009)
- 1926 - Bernard Agré, Ivoriaans kardinaal (overleden 2014)
- 1927 - Jan Dirk van der Ploeg, Nederlands hoogleraar (overleden 2025)
- 1927 - Roger Walkowiak, Frans wielrenner (overleden 2017)
- 1929 - Chris Smildiger, Nederlands atleet en muzikant (overleden 2010)
- 1930 - John Cullum, Amerikaans acteur, filmregisseur en scenarioschrijver
- 1930 - Sergej Adamovitsj Kovaljov, Russisch Sovjet-dissident en politicus (overleden 2021)
- 1930 - Tom Wolfe, Amerikaans schrijver en journalist (overleden 2018)
- 1931 - Michail Gorbatsjov, Russisch politicus; partijleider van de Sovjet-Unie 1985-1991 (overleden 2022)
- 1931 - Tom Wolfe, Amerikaans journalist en schrijver (overleden 2018)
- 1932 - Enzo Cavazzoni, Italiaans waterpolospeler (overleden 2012)
- 1934 - Joseph Groussard, Frans wielrenner
- 1937 - Abdelaziz Bouteflika, Algerijns president 1999-2019 (overleden 2021)
- 1938 - Bernhard Knubel, Duits roeier (overleden 1973)
- 1938 - Ricardo Lagos, Chileens jurist, econoom en politicus
- 1938 - Lawrence Payton, Amerikaans tenorzanger (overleden 1997)
- 1938 - Theo Voorzaat, Nederlands kunstschilder
- 1940 - Lothar de Maizière, (Oost-)Duits politicus
- 1942 - Heinze Bakker, Nederlands sportverslaggever (overleden 2021)
- 1942 - John Irving, Amerikaans schrijver
- 1942 - Lou Reed, Amerikaans zanger en liedjesschrijver (overleden 2013)
- 1942 - Frans de Wit, Nederlands beeldhouwer en landschapskunstenaar (overleden 2004)
- 1943 - Juan Carlos Masnik, Uruguayaans voetballer (overleden 2021)
- 1943 - Tony Meehan, Brits drummer (overleden 2005)
- 1943 - Peter Straub, Amerikaans schrijver (overleden 2022)
- 1944 - Uschi Glas, Duits schlagerzangeres en actrice
- 1944 - Leif Segerstam, Fins componist en dirigent (overleden 2024)
- 1945 - Hans van Brummen, Nederlands politicus
- 1946 - Billy Preston, Amerikaans musicus (overleden 2006)
- 1947 - Harry Redknapp, Engels voetballer en voetbalcoach
- 1948 - Rory Gallagher, Iers gitarist (overleden 1995)
- 1948 - Carmen Lawrence, 25e premier van West-Australië
- 1948 - Andrei Linde, Russisch fysicus
- 1949 - Gates McFadden, Amerikaans actrice
- 1949 - René Retèl, Nederlands acteur
- 1950 - Karen Carpenter, Amerikaans zangeres (overleden 1983)
- 1952 - Jaap Nawijn, Nederlands politicus
- 1953 - Arthie Schimmel, Nederlands politicus
- 1954 - Paulus Jansen, Nederlands politicus
- 1955 - Jouko Soini, Fins voetballer
- 1956 - Mark Evans, Australisch bassist
- 1956 - Arjen Lenstra, Nederlands cryptograaf en wiskundige
- 1957 - René Gude, Nederlands filosoof (overleden 2015)
- 1958 - Ian Woosnam, Welsh golfer
- 1959 - Eduardo Rodríguez, Boliviaans president
- 1960 - Ivo Daalder, Amerikaans diplomaat
- 1960 - Olli Isoaho, Fins voetballer
- 1960 - Henri Manders, Nederlands wielrenner
- 1960 - Roald van Noort, Nederlands waterpoloër
- 1961 - Théo Malget, Luxemburgs voetballer
- 1961 - Henny van Kooten. Nederlands politicus
- 1962 - Jon Bon Jovi, Amerikaans zanger en acteur
- 1962 - Andries Heidema, Nederlands politicus en bestuurder; sinds 2018 Commissaris van de Koning in Overijssel
- 1962 - Scott La Rock, Amerikaans hiphop-dj (overleden 1987)
- 1962 - Mike Small, Engels voetballer
- 1962 - Gabriele Tarquini, Italiaans autocoureur
- 1963 - Monica Theodorescu, Duits amazone
- 1964 - Jaime Pizarro, Chileens voetballer en voetbalcoach
- 1965 - Éric Ripert, Frans chef-kok, schrijver en televisiepersoonlijkheid
- 1966 - Andy Hirsch, Amerikaans acteur en filmproducent
- 1966 - Judith Wiesner, Oostenrijks tennisster
- 1967 - Alexander Vencel, Slowaaks voetballer
- 1968 - Daniel Craig, Engels acteur
- 1969 - Han ten Broeke, Nederlands politicus
- 1969 - Håkan Jonasson, Zweeds voetbalscheidsrechter
- 1970 - Ciriaco Sforza, Zwitsers voetballer en voetbalcoach
- 1970 - Wibi Soerjadi, Nederlands concertpianist
- 1971 - Stefano Accorsi, Italiaans acteur
- 1971 - Željko Pavlović, Kroatisch voetbaldoelman
- 1972 - Michael Buskermolen, Nederlands voetballer
- 1973 - Matija Dedić, Kroatisch jazzpianist en -componist (overleden 2025)
- 1973 - Max van Heeswijk, Nederlands wielrenner
- 1974 - Yo-Sam Choi, Zuid-Koreaans bokser (overleden 2008)
- 1975 - Noriyuki Haga, Japans motorcoureur
- 1977 - Chris Martin, Brits musicus
- 1978 - Bart Arens, Nederlands radio-dj
- 1978 - Heath Herring, Amerikaans Mixed Martial Artist
- 1979 - Damien Duff, Iers voetballer
- 1979 - Sofie Mora, Belgisch actrice
- 1979 - Daniela Piedade, Braziliaans handbalster
- 1980 - Chris Barker, Engels voetballer (overleden 2020)
- 1980 - Zuhal Demir, Belgisch politicus
- 1981 - Andrew Dawson, Nederlands basketballer
- 1981 - Bryce Dallas Howard, Amerikaans actrice
- 1981 - Aline Lahoud, Libanees zangeres
- 1982 - Pilou Asbæk, Deens acteur
- 1982 - Jillian Camarena-Williams, Amerikaans atlete
- 1982 - Kevin Kurányi, Duits voetballer
- 1983 - Igor Antón, Spaans wielrenner
- 1983 - Petro Chartsjenko, Oekraïens kunstschaatser
- 1984 - Miguel Freitas, Portugees autocoureur
- 1985 - Robert Iler, Amerikaans acteur
- 1985 - Celina Lemmen, Nederlands zwemster
- 1985 - Patrick Makau Musyoki, Keniaans atleet
- 1985 - T'Nia Miller, Engels actrice
- 1985 - Luke Pritchard, Brits zanger
- 1986 - Petr Jiráček, Tsjechisch voetballer
- 1986 - Ethan Peck, Amerikaans acteur
- 1986 - Jayanta Talukdar, Indiaas boogschutter
- 1988 - Matthew Mitcham, Australisch schoonspringer
- 1988 - Esther Povitsky, Amerikaans actrice en comédienne
- 1988 - Geert Arend Roorda, Nederlands voetballer
- 1989 - Toby Alderweireld, Belgisch voetballer
- 1989 - Bruno Andrade, Braziliaans voetballer
- 1989 - Jean-Frédéric Chapuis, Frans freestyleskiër
- 1989 - Nathalie Emmanuel, Brits actrice
- 1989 - Clara François, Belgisch roeister
- 1989 - Endri Karina, Albanees gewichtheffer
- 1989 - Abdi Nageeye, Somalisch-Nederlands atleet
- 1990 - Adderly Fong, Hongkongs-Chinees autocoureur
- 1991 - Jake Picking, Amerikaans acteur
- 1992 - Alina Gridneva, Russisch freestyleskiester
- 1993 - Maria Jaremtsjoek, Oekraïens zangeres
- 1993 - Steven Odendaal, Zuid-Afrikaans motorcoureur
- 1994 - Maren Aardahl, Noors handbalster
- 1994 - Uroš Đurđević, Servisch voetballer
- 1994 - Nikkie de Jager, Nederlands visagiste en YouTuber
- 1995 - Marije van Hunenstijn, Nederlands atlete
- 1995 - Klaasje Meijer, Nederlands zangeres
- 1996 - Roland Baas, Nederlands voetballer
- 1997 - Anthony Berenstein, Nederlands voetballer
- 1997 - Julien Falchero, Frans autocoureur
- 1997 - Becky G, Amerikaans zangeres
- 1998 - Andrej Barna, Servisch zwemmer
- 1998 - Arturo Grávalos, Spaans wielrenner (overleden 2023)
- 1998 - Esmee Hawkey, Brits autocoureur
- 1998 - Meta Hrovat, Sloveens alpineskiester
- 1998 - Jasper Philipsen, Belgisch wielrenner
- 1999 - May Hollerman, Nederlands actrice
- 1999 - Nikita Mazepin, Russisch autocoureur
- 2000 - Kimke Desart, Belgisch actrice
- 2001 - Remco Balk, Nederlands voetballer
- 2002 - Amber Visscher, Nederlands voetbalster
- 2004 - Evy Poppe, Belgisch snowboarder
- 2004 - Sven Simons, Nederlands voetballer
- 2016 - Oscar van Zweden, Zweeds prins

## Overleden

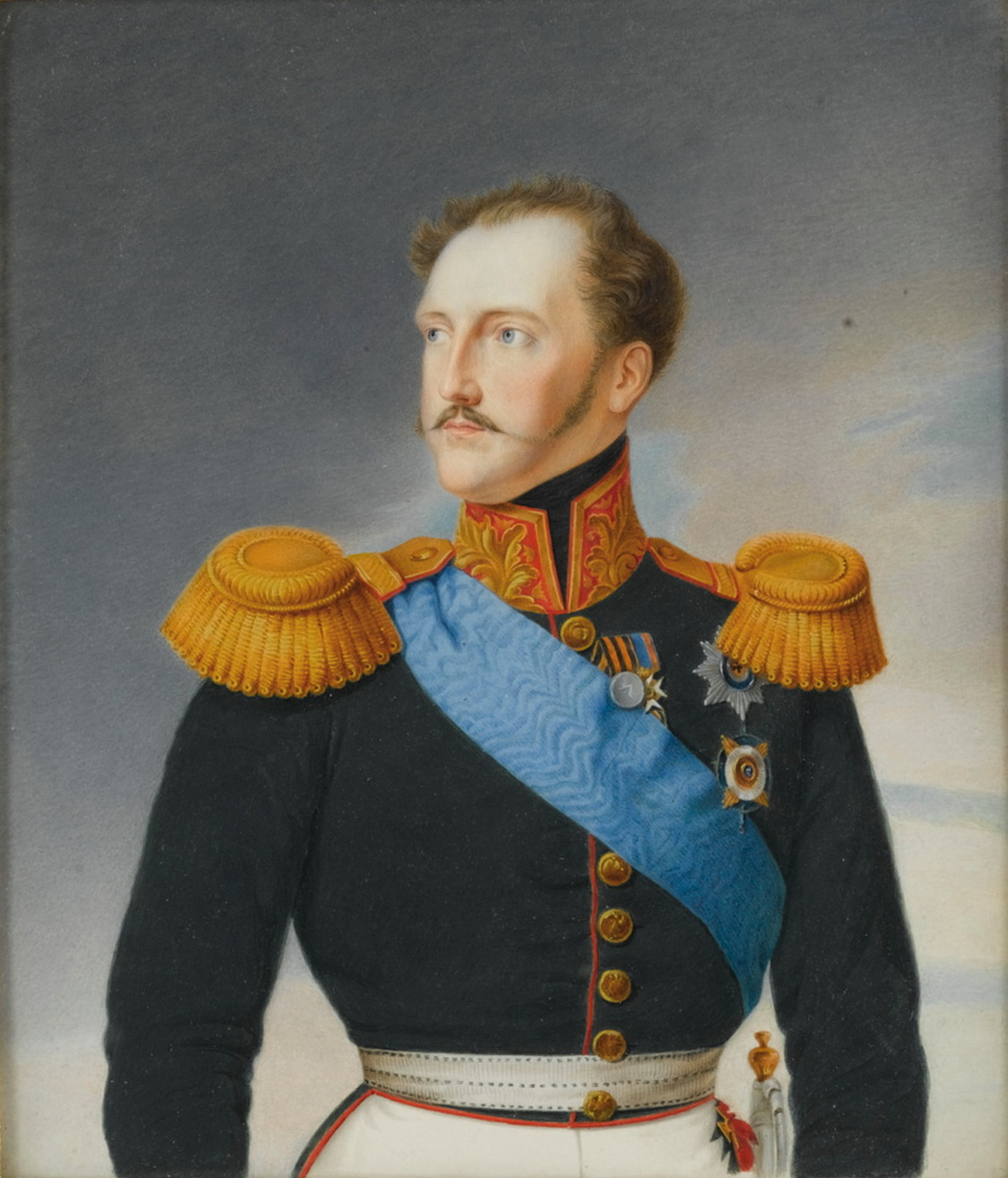
Nicolaas I
overleden in 1855

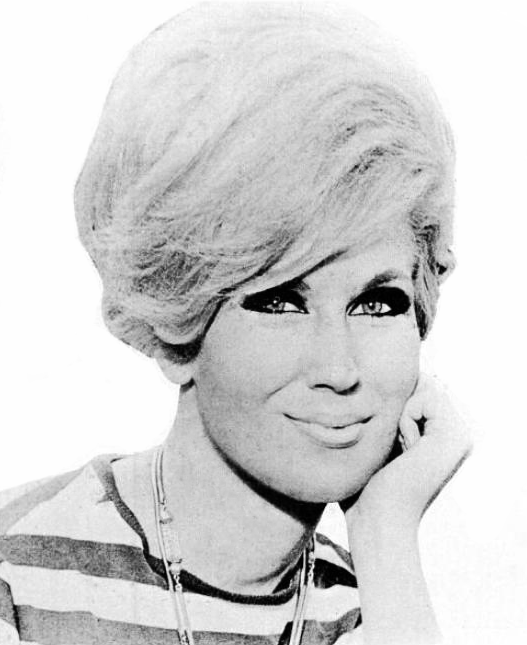
Dusty Springfield
overleden in 1999

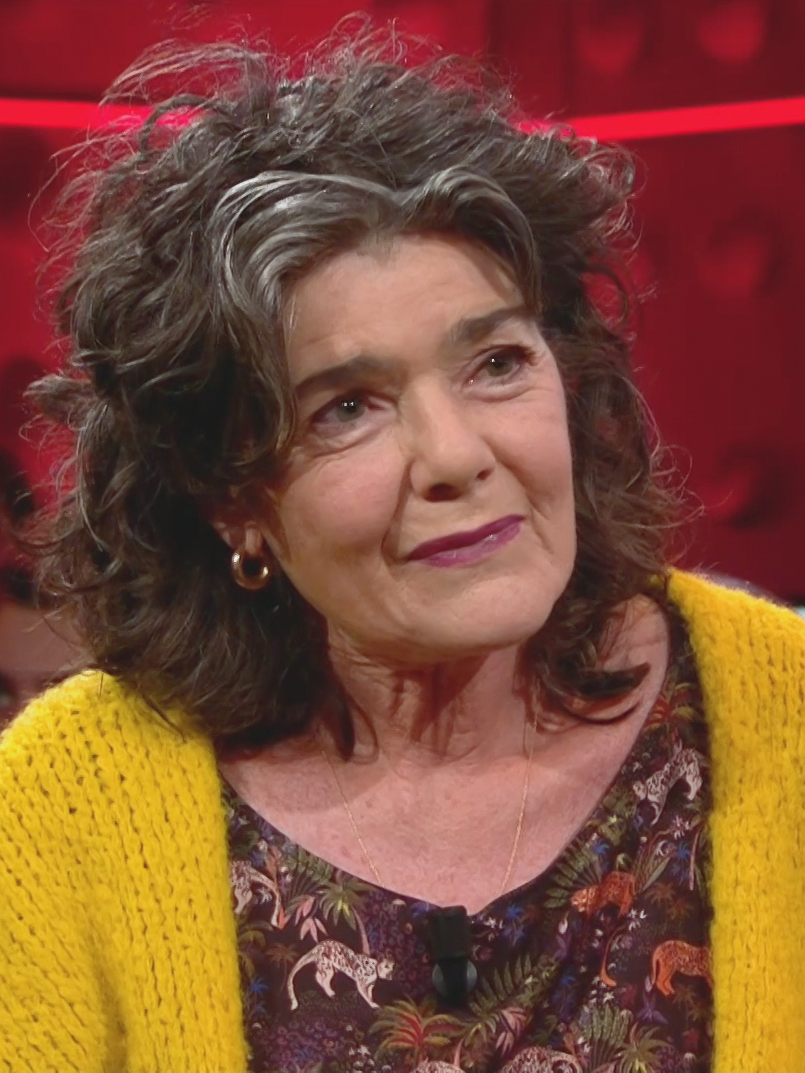
Dieuwertje Blok
overleden in 2025

- 672 - Chad van Mercia, Angelsaksisch bisschop
- 1127 - Karel de Goede (ca. 45), graaf van Vlaanderen
- 1520 - Filips Wielant (ca. 79), Belgisch raadsheer
- 1730 - Benedictus XIII (81), kerkvorst
- 1734 - Frederik Willem II van Nassau-Siegen (27), vorst van Nassau-Siegen
- 1782 - Sophie Philippine van Frankrijk (48), prinses van Frankrijk
- 1794 - Lodewijk van Nassau-Saarbrücken (49), vorst van Nassau-Saarbrücken
- 1855 - Nicolaas I van Rusland (58), tsaar van Rusland
- 1895 - Berthe Morisot (54), Frans impressionistisch kunstschilder
- 1902 - Charles Potvin (83), Belgisch filosoof
- 1902 - Albert Rubenson (72), Zweeds componist en violist
- 1907 - Vasili Tsinger (71), Russisch wiskundige, botanicus en filosoof
- 1918 - Hubert Howe Bancroft (85), Amerikaans historicus
- 1921 - Alfons de Cock (71), Belgisch antropoloog en schrijver
- 1921 - Nicolaas I (70), koning van Montenegro
- 1929 - Georges Nélis (43), oprichter van Sabena
- 1930 - D.H. Lawrence (44), Engels dichter, essayist, leraar, literatuurcriticus, (toneel)schrijver en vertaler
- 1939 - Howard Carter (64), Engels archeoloog
- 1943 - Gisela Januszewska (76), Oostenrijks arts
- 1947 - Frans Ghijsels (64), Nederlands architect en stedenbouwkundige
- 1954 - Robert de Kerchove d'Exaerde (77), Belgisch politicus
- 1962 - Charles-Jean de La Vallée Poussin (95), Belgisch wiskundige
- 1964 - Odile Moereels (83), Nederlands verzetsstrijdster en verpleegkundige
- 1972 - Kaburaki Kiyokata (93), Japans kunstschilder
- 1985 - Michel Remue (65), Belgisch wielrenner
- 1991 - Serge Gainsbourg (62), Frans zanger
- 1994 - Walter Lantz (94), Amerikaans tekenfilmer
- 1999 - Dusty Springfield (59), Brits zangeres
- 2001 - Louis Faurer (84), Amerikaans fotograaf
- 2001 - Hanns Hönscheid (78), Duits journalist
- 2001 - Arie Kleijwegt (80), Nederlands journalist en presentator
- 2001 - John Meachin (59), Canadees voetballer en voetbalscheidsrechter
- 2002 - Curtis W. Casewit (79), Duits-Amerikaans schrijver
- 2003 - Roger Albertsen (45), Noors voetballer
- 2003 - Hank Ballard (75), Amerikaans zanger en songwriter
- 2003 - Malcolm Williamson (71), Australisch componist
- 2005 - Richter Roegholt (79), Nederlands historicus
- 2006 - Dries Visser (56), Nederlands voetballer
- 2007 - Patrick De Spiegelaere (45), Belgisch fotograaf
- 2008 - Jeff Healey (41), Canadees blues-zanger en gitarist
- 2008 - Paul Raymond (82), Brits pornokoning
- 2008 - Henk Severs (84), Nederlands muziekpromotor en -producent
- 2009 - Ernst Benda (84), Duits minister
- 2009 - João Bernardo Vieira (69), president van Guinee-Bissau
- 2010 - Paul Drayton (70), Amerikaans atleet
- 2012 - Ivo Coljé (61), Nederlands beeldhouwer
- 2012 - Nydia Ecury (86), Arubaans onderwijzeres, schrijfster, vertaalster en actrice
- 2013 - Peter van Lindonk (76), Nederlands uitgever en creatief denker
- 2013 - Hans Schnitger (97), Nederlands hockeyspeler
- 2015 - Dave Mackay (80), Schots voetballer en voetbaltrainer
- 2015 - Rense Westra (68), Nederlands acteur
- 2016 - Allan Michaelsen (68), Deens voetballer en -trainer
- 2016 - Johann Georg van Hohenzollern (83), Duits kunsthistoricus en lid van het huis Hohenzollern-Sigmaringen
- 2017 - Edouard Close (87), Belgisch politicus en burgemeester
- 2017 - Simon Hobday (76), Zuid-Afrikaans golfer
- 2018 - Jesús López Cobos (78), Spaans dirigent
- 2018 - Carlo Ripa di Meana (88), Italiaans politicus en milieuactivist
- 2020 - Ulay (76), Duits beeldend kunstenaar
- 2021 - Chris Barber (90), Brits jazztrombonist
- 2021 - Bunny Livingston (73), Jamaicaans reggaemuzikant
- 2022 - Jean-Pierre Pernaut (71), Frans journalist
- 2023 - Jos Heymans (72), Nederlands journalist
- 2023 - Alphons Levens (73), Surinaams dichter en schrijver
- 2023 - Wayne Shorter (89), Amerikaans jazzsaxofonist en -componist
- 2023 - Joachim Zeller (70), Duits politicus
- 2024 - Maurice Bembridge (79), Brits golfer
- 2024 - Søren Pape Poulsen (52), Deens politicus
- 2025 - Dieuwertje Blok (67), Nederlands presentatrice
- 2025 - Jos Dijkstra (80), Nederlands voetballer
- 2025 - Wim van den Heuvel (96), Nederlands acteur
- 2025 - Rick Kiefer (85), Amerikaans jazztrompettist
- 2025 - Krish Nannan Panday (96), Surinaams minister en bestuurder
- 2025 - Marianne Noble (Marian Vroege) (78), Nederlands zangeres
- 2025 - Cora Ringelberg (60), Nederlands choreografe
- 2025 - Bernhard Vogel (92), Duits politicus

## Viering/herdenking
- Wereldsgebedsdag

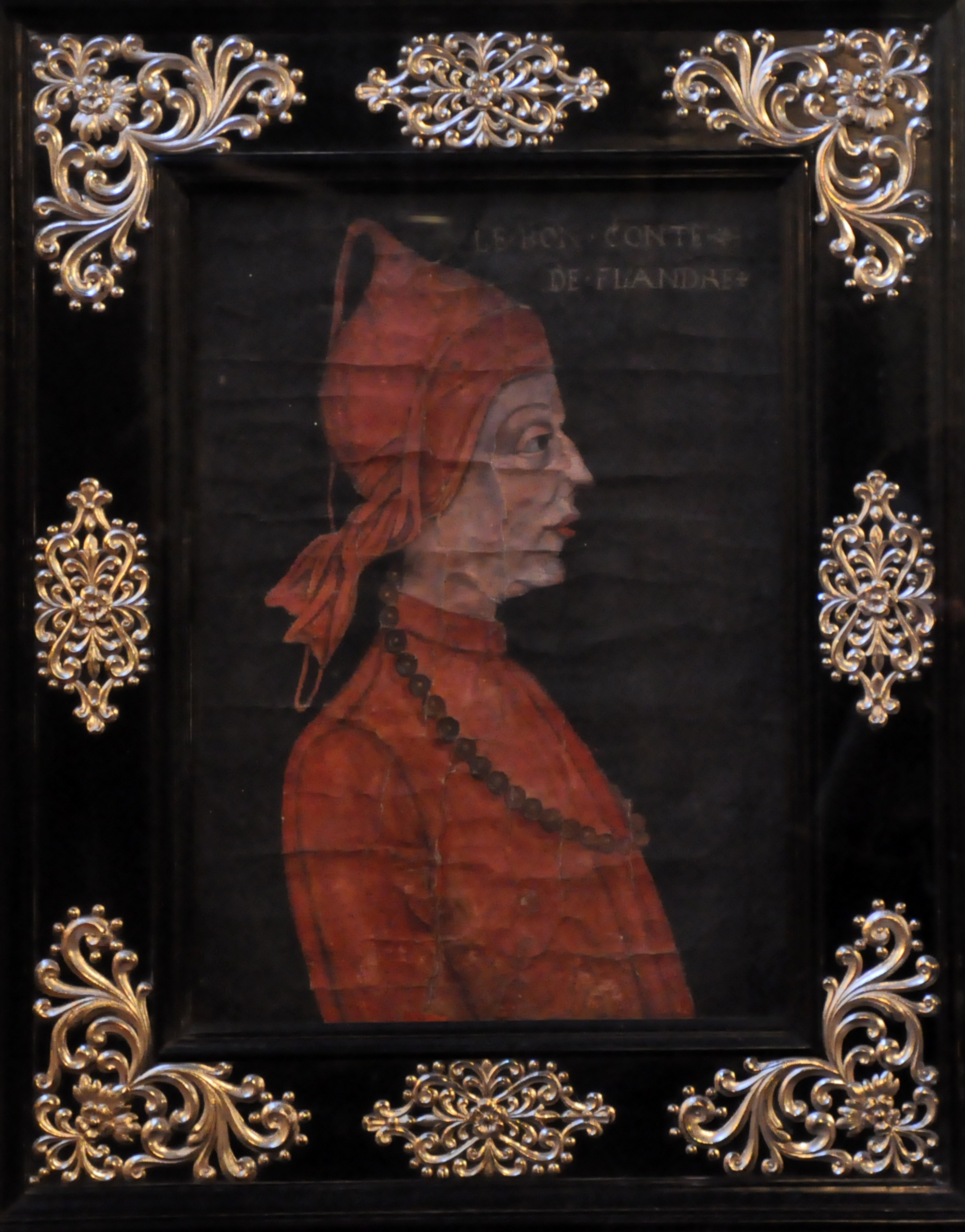
2. Karel de Goede

- Texas Onafhankelijkheidsdag (1836)
- Dag van Sint Chad
- Rooms-katholieke kalender:
  - Zalige Karel de Goede († 1127) Graaf van Vlaanderen - Gedachtenis (in Bisdom Gent en Bisdom Brugge)
  - Heilige Agnes van Bohemen/Praag († 1282)
  - Heilige Absolon
  - Heilige Jovinus (c. † 258)
  - Heilige Chad (van York) († 672)
  - Zalige Fulco van Parijs († 1201)

## Weerextremen

### Nederland
| | Officiële records | Officiële records | Officiële records |      | Landelijke records | Landelijke records | Landelijke records    |
| Gebeurtenis | Jaar              | Extreem           | Locatie           | Jaar | Extreem            | Locatie            |                       |
| --- | ----------------- | ----------------- | ----------------- | ---- | ------------------ | ------------------ | --------------------- |
| Laagste etmaalgemiddelde temperatuur (°C) | 2018              | −3,7              | De Bilt           |      | 1963               | −7,7               | Eelde                 |
| Hoogste etmaalgemiddelde temperatuur (°C) | 1997              | 10,3              | De Bilt           |      | 1941               | 11,7               | Maastricht            |
| Laagste minimumtemperatuur (°C) | 1929              | −8,0              | De Bilt           |      | 1963               | −15,3              | Eelde                 |
| Hoogste minimumtemperatuur (°C) | 1912              | 8,8               | De Bilt           |      | 1999               | 10,0               | Westdorpe             |
| Laagste maximumtemperatuur (°C) | 1965              | −0,8              | De Bilt           |      | 2018               | −2,3               | Hoorn Terschelling    |
| Hoogste maximumtemperatuur (°C) | 1959              | 16,0              | De Bilt           |      | 1959               | 17,8               | Maastricht            |
| Hoogste uurgemiddelde windsnelheid (m/s) | 1941              | 15,9              | De Bilt           |      | 1997               | 22,0               | Vlieland              |
| Hoogste windstoot (m/s) | 1956              | 27,3              | De Bilt           |      | 1956 1987          | 27,3               | De Bilt Oosterschelde |
| Langste zonneschijnduur (uur) | 1940, 2021        | 10,0              | De Bilt           |      | 1940               | 10,3               | De Kooy, Eelde        |
| Langste neerslagduur (uur) | 1987              | 21,9              | De Bilt           |      | 2005               | 24,0               | Hoogeveen             |
| Hoogste etmaalsom van de neerslag (mm) | 1987              | 20,0              | De Bilt           |      | 2005               | 31,8               | Stavoren              |
| Laagste etmaalgemiddelde relatieve vochtigheid (%) | 1929              | 51                | De Bilt           |      | 2022               | 48                 | Eindhoven             |
| Laagste uurwaarde luchtdruk op zeeniveau (hPa) | 1903              | 977,4             | De Bilt           |      | 1903               | 977,4              | De Bilt               |
| Hoogste uurwaarde luchtdruk op zeeniveau (hPa) | 1929              | 1042,2            | De Bilt           |      | 1929               | 1044,0             | Eelde                 |
| Officiële records worden altijd gemeten op het KNMI-weerstation in De Bilt. Landelijke records kunnen worden gemeten op elk officieel KNMI-weerstation in Nederland. |                   |                   |                   |      |                    |                    |                       |

Uitzonderlijke gebeurtenissen
- 1941 - Eerste landelijke zachte dag van het jaar gemeten in Maastricht (maximumtemperatuur ≥ 15 °C op een officieel weerstation)
- 2005 - Landelijk maandrecord langste neerslagduur in uren van maart gemeten in Hoogeveen: 24,0. Samen met 9 maart 2013

### België
Dagrecords
- 1890 - Laagste etmaalgemiddelde temperatuur −5,9 °C
- 1870 - Hoogste etmaalgemiddelde temperatuur 13,5 °C
- 1890 - Laagste minimumtemperatuur −9,1 °C
- 1928 - Hoogste maximumtemperatuur 17,5 °C
- 1903 - Hoogste etmaalsom van de neerslag 16,1 mm

Uitzonderlijke gebeurtenissen
- 1903 - 51 mm neerslag in Lacuisine (Florenville), 52 mm in Paliseul en 55 mm in Gedinne.

<< · 1 · 2 · 3 · 4 · 5 · 6 · 7 · 8 · 9 · 10 · 11 · 12 · 13 · 14 · 15 · 16 · 17 · 18 · 19 · 20 · 21 · 22 · 23 · 24 · 25 · 26 · 27 · 28 · 29 · 30 · 31 · >>